# Rumäniens senat
Rumäniens senat är tillsammans med deputeradekammarenen av de två kamrarna i Rumäniens parlament. Senaten består av 136 ledamöter som utses genom allmänna val som äger rum var fjärde år.